# マルチサイト開発
マルチサイト開発（Multi-site Development）とは、情報技術（IT）分野において、複数の地理的に分散した拠点（サイト）間で協調しながらシステムやソフトウェアの開発を行う手法、またはそのプロセスを指す。このアプローチは、グローバル企業および国内企業においても、複数の地域拠点に分散して開発体制を構築している場合に広く採用されている。特に、地域特性を活かした人材活用やリソースの最適化を目指す企業で多用されている

。

## 概要
マルチサイト開発には以下の特徴がある：
1. 分散チームによる協働: 地理的に異なる拠点に所属する開発者が、統一されたプロジェクト目標の下で連携する。
2. 国内外を問わない展開: グローバルなプロジェクトだけでなく、国内の複数拠点を持つ企業でも採用される。たとえば、日本国内では 北海道、東北、関東、中部、近畿、中国、四国、九州、沖縄などの拠点が連携してシステム開発を進める事例が挙げられる。
3. リソースの有効活用: 各地域の特性や強みを活かし、人材リソースの有効活用や効率化を図る。

## 主な活用例
マルチサイト開発は以下のような状況で活用される：
- 国内分散開発: 日本国内の複数拠点で協力して大規模なシステムやアプリケーションを開発する。地方拠点の人材活用や地域活性化も目的の一つとされる。
- グローバルプロジェクト: 国際企業が各国の拠点で開発を進める。異なるタイムゾーンを活用し、24時間体制でプロジェクトを進行可能[4]。
- 特化型チームの連携: 各拠点が特定の技術領域や機能（例: フロントエンド、バックエンド、テストなど）を担当し、効率的に開発を進める。

## 利点と課題
利点
- 国内外問わず、地域特性を活かした柔軟な体制を構築できる。
- 地域やタイムゾーンをまたぐことで、24時間体制で開発を進めることが可能。
- 地方の人材を活用し、人材リソースの有効活用や地域経済の活性化に寄与。

課題
- 分散したチーム間でのコミュニケーションが課題となる場合がある（例: 言語の違いや文化の差異）。
- 開発プロセスの標準化や、効率的なプロジェクト管理のためのツールやスキルが必要。
- 機密情報やデータの保護が拠点間で課題となる場合がある。

## 関連技術とツール
マルチサイト開発を支える技術やツールには以下が含まれる：
- コラボレーションツール: Zoom、Microsoft Teamsなど、リモートでのコミュニケーションを円滑にするツール[5]。

- クラウドプラットフォーム: AWS、Azure、Google Cloudなど、分散拠点間でのデータ共有や開発環境の構築を支援[6]。